# Irecê (gemeente)
Irecê is een gemeente in de Braziliaanse deelstaat Bahia. De gemeente telt 66.061 inwoners (schatting 2009).
De plaats is de zetel van het rooms-katholieke bisdom Irecê.

## Aangrenzende gemeenten
De gemeente grenst aan América Dourada, João Dourado, Lapão, Presidente Dutra en São Gabriel.